# 分部光忠
分部 光忠（わけべ みつただ）は、江戸時代中期の大名。近江国大溝藩5代藩主。分部家6代。官位は従五位下・左京亮。

## 生涯
元禄11年（1698年）7月21日、4代藩主・分部信政の三男として、近江国大溝で誕生。母は側室の渡辺氏。庶出の三男であるが、嫡出長子の信秋はすでに元禄9年（1696年）に没しており、次兄も早世していたため、嫡子（嗣子）となる。宝永元年（1704年）7月1日、11歳で徳川綱吉に御目見。
正徳4年（1714年）6月23日、父の隠居により跡を継いだ（父は同年12月18日に没）。同年12月18日、従五位下左京亮に叙任。正徳5年（1715年）4月15日にはじめての国入りのための暇を与えられた。
享保16年（1731年）3月14日に死去。享年34。
跡を長男・光命が継いだ。

## 系譜
特記事項のない限り、『寛政重修諸家譜』による。子の続柄の後に記した ( ) 内の数字は、『寛政譜』の記載順。
- 父：分部信政
- 母：加藤氏
- 正室：田村誠顕の娘
- 側室：谷氏
  - 長男(1)：分部光命 - 嫡母（父の正室）田村氏に養われる[1]。
- 側室：某氏
  - 長女(2)：姉小路公文室
- 側室：某氏
  - 二男(3)：恒河忠徳 - 孫左衛門。家臣となる
  - 二女(4)：山本実覩室
  - 三男(5)：長野忠睍 - 主税。家臣となる
  - 四男(6)：長野忠栄 - 幸左衛門。家臣となる
  - 三女(7)：上田義敷（広島藩家老）の妻
  - 五男(8)：渡辺久龐 - 渡辺久琛の養子
  - 四女(9)：沢井元直（家臣）養女

### 補足
- 娘の嫁ぎ先のうち、姉小路公文（大納言）、山本実覩（中納言）は公家である[1]。
- 三女が嫁いだ上田義敷（主水）[3]は広島藩家老。上田主水家は上田重安（宗箇）の二男の子孫に当たり（ただし養子による継承がある）、茶道の上田宗箇流家元を継承する家の当主である[4]。
- 五男が養子に入った渡辺家は1500石の旗本で[5]、分部家とは遠戚にあたる。近世大名としての分部家初代にあたる分部光嘉の長女が、渡辺家の祖先・渡辺久勝に嫁ぎ、久勝の娘は分部光信（光嘉の養子。大溝藩初代藩主）室となっている[6]（分部光信#系譜参照）。